# شویگا
شویگا (به لاتین: Shuyga) یک منطقهٔ مسکونی در روسیه است که در استان آرخانگلسک واقع شده‌است.